# Membres de l'Ordre du Canada, par ordre alphabétique P
| Nom                           | Ville                    | Province                | Grade     | Année | Occupation |
| Elizabeth Pacey               | Halifax                  | Nouvelle-Écosse         | Membre    | 2006  |            |
| Bridglal Pachai               | Halifax                  | Nouvelle-Écosse         | Membre    | 2000  |            |
| Charles Pachter               | Toronto                  | Ontario                 | Membre    | 1999  |            |
| D. Mary Pack                  | Vancouver                | Colombie-Britannique    | Membre    | 1974  |            |
| William Anthony Paddon        | North West River         | Terre-Neuve-et-Labrador | Officier  | 1978  |            |
| Garnet T. Page                | Calgary                  | Alberta                 | Officier  | 1983  |            |
| Margaret Ruth Page            | Thunder Bay              | Ontario                 | Membre    | 1997  |            |
| P.K. Page                     | Victoria                 | Colombie-Britannique    | Compagnon | 1977  |            |
| Rodolphe Page                 | Dubuc                    | Québec                  | Membre    | 1975  |            |
| Marnie Paikin                 | Hamilton                 | Ontario                 | Membre    | 1998  |            |
| Robert Patrick Barten Paine   | Saint-Jean               | Terre-Neuve-et-Labrador | Membre    | 1996  |            |
| Jean Palardy                  | Montréal                 | Québec                  | Officier  | 1967  |            |
| Alfred Ernest Pallister       | Calgary                  | Alberta                 | Officier  | 1989  |            |
| James Simpson Palmer          | Calgary                  | Alberta                 | Membre    | 1998  |            |
| Mercedes Palomino             | Montréal                 | Québec                  | Membre    | 1982  |            |
| Freda L. Paltiel              | Ottawa                   | Ontario                 | Membre    | 1993  |            |
| Sarah Weintraub Paltiel       | Montréal                 | Québec                  | Membre    | 1996  |            |
| John H. Panabaker             | Waterloo                 | Ontario                 | Membre    | 1990  |            |
| Mary Adamowska Panaro         | Winnipeg                 | Manitoba                | Membre    | 1983  |            |
| Norman S. Panzica             | Toronto                  | Ontario                 | Membre    | 1990  |            |
| Phrixos B. Papachristidis     | Westmount                | Québec                  | Membre    | 1975  |            |
| Jacques Papillon              | Montréal                 | Québec                  | Officier  | 1991  |            |
| Gilles Paquet                 | Ottawa                   | Ontario                 | Membre    | 1992  |            |
| Jean-Guy Paquet               | Sainte-Foy               | Québec                  | Compagnon | 1984  |            |
| André Paquette                | Hawkesbury               | Ontario                 | Membre    | 1982  |            |
| Gilberte Paquette             | Gloucester               | Ontario                 | Membre    | 1985  |            |
| René Paquette                 | Laval                    | Québec                  | Membre    | 1983  |            |
| Marie-Thérèse Paquin          | Montréal                 | Québec                  | Membre    | 1980  |            |
| Andrée Paradis                | Montréal                 | Québec                  | Officier  | 1969  |            |
| Blanche Paradis               | Notre-Dame-de-la-dorée   | Québec                  | Officier  | 1970  |            |
| Jean Paré (en)                | Vermilion                | Alberta                 | Membre    | 2004  |            |
| Marcel Paré                   | Outremont                | Québec                  | Officier  | 1983  |            |
| Paul Paré                     | Montréal                 | Québec                  | Officier  | 1984  |            |
| Simone Paré                   | Québec                   | Québec                  | Membre    | 1983  |            |
| Navin M. Parekh               | Nepean                   | Ontario                 | Membre    | 1990  |            |
| Alphonse-Marie Parent         | Québec                   | Québec                  | Compagnon | 1967  |            |
| Léonard Parent                | Rimouski                 | Québec                  | Membre    | 2001  |            |
| Omer Parent                   | Sillery                  | Québec                  | Officier  | 1971  |            |
| Pascal Parent                 | Rimouski                 | Québec                  | Membre    | 1987  |            |
| Patrick S. Parfrey            | Saint-Jean               | Terre-Neuve-et-Labrador | Officier  | 2004  |            |
| William Philip Paris          | Ottawa                   | Ontario                 | Membre    | 1989  |            |
| Jean Pariseau                 | Ottawa                   | Ontario                 | Membre    | 1989  |            |
| Philippe Pariseault           | Granby                   | Québec                  | Membre    | 1979  |            |
| Anselme Marie Parisotto       | Montréal                 | Québec                  | Membre    | 1991  |            |
| Alton C. Parker               | Windsor                  | Ontario                 | Membre    | 1976  |            |
| F. Thomas Parker              | Halifax                  | Nouvelle-Écosse         | Membre    | 1979  |            |
| Gudrun J.B. Parker            | Montréal                 | Québec                  | Officier  | 2005  |            |
| John H. Parker                | Sidney                   | Colombie-Britannique    | Officier  | 1986  |            |
| Raymond C. Parker             | Oakville                 | Ontario                 | Officier  | 1970  |            |
| William J. Parker             | Winnipeg                 | Manitoba                | Officier  | 1970  |            |
| John C. Parkin                | Toronto                  | Ontario                 | Compagnon | 1972  |            |
| William Bruce Parrish         | Winnipeg                 | Manitoba                | Membre    | 1995  |            |
| Richard Parsons               | Toronto                  | Ontario                 | Membre    | 1989  |            |
| Timothy R. Parsons            | Brentwood Bay            | Colombie-Britannique    | Officier  | 2005  |            |
| David G. Partridge            | Toronto                  | Ontario                 | Membre    | 2002  |            |
| Arthur P. Pascal              | Westmount                | Québec                  | Membre    | 1976  |            |
| Ada Geneva Paschal            | Saint John               | Nouveau-Brunswick       | Membre    | 1992  |            |
| Thomas Joseph Pashby          | Don Mills                | Ontario                 | Membre    | 1981  |            |
| Eugenia Pasternak             | Mississauga              | Ontario                 | Membre    | 1984  |            |
| Yogesh C. Patel               | Westmount                | Québec                  | Membre    | 2001  |            |
| J.-Z. Léon Patenaude          | Montréal                 | Québec                  | Membre    | 1976  |            |
| Alexander Kennedy Paterson    | Westmount                | Québec                  | Officier  | 1982  |            |
| Rowan Paterson                | Kingston                 | Ontario                 | Officier  | 1969  |            |
| Laurence G. Pathy             | Montréal                 | Québec                  | Membre    | 2005  |            |
| John Patkau                   | West Vancouver           | Colombie-Britannique    | Membre    | 2004  |            |
| Patricia Patkau               | West Vancouver           | Colombie-Britannique    | Membre    | 2004  |            |
| Susan H. Patten               | Saint-Jean               | Terre-Neuve-et-Labrador | Membre    | 2005  |            |
| Freeman Patterson             | Kingston                 | Nouveau-Brunswick       | Membre    | 1985  |            |
| Gordon Neil Patterson         | Thornbury                | Ontario                 | Officier  | 1988  |            |
| H. Thomas Patterson           | Toronto                  | Ontario                 | Officier  | 1967  |            |
| James Allen Pattison          | Vancouver                | Colombie-Britannique    | Officier  | 1986  |            |
| Daniel N. Paul                | Halifax                  | Nouvelle-Écosse         | Membre    | 2005  |            |
| Peter Lewis Paul              | Woodstock                | Nouveau-Brunswick       | Membre    | 1987  |            |
| Myfanwy Spencer Pavelic       | Sidney                   | Colombie-Britannique    | Membre    | 1984  |            |
| Howard Russell Pawley         | Windsor                  | Ontario                 | Officier  | 2001  |            |
| Anthony James Pawson          | Toronto                  | Ontario                 | Officier  | 2000  |            |
| Geoffrey L. Pawson            | Regina                   | Saskatchewan            | Membre    | 1999  |            |
| Alice V. Payne                | Calgary                  | Alberta                 | Membre    | 1997  |            |
| Julien D. Payne               | Ottawa                   | Ontario                 | Membre    | 2004  |            |
| Trevor W. Payne               | Beaconsfield             | Québec                  | Membre    | 1996  |            |
| Albert E. Peacock             | Moose Jaw                | Saskatchewan            | Membre    | 1974  |            |
| F.A.W. Peacock                | Saint-Jean               | Terre-Neuve-et-Labrador | Officier  | 1968  |            |
| Kenneth H. Peacock            | Ottawa                   | Ontario                 | Membre    | 1982  |            |
| Charles Thomas Peacocke       | Edmonton                 | Alberta                 | Membre    | 1995  |            |
| Elizabeth Peacocke            | Don Mills                | Ontario                 | Membre    | 1972  |            |
| Charles Peaker                | Toronto                  | Ontario                 | Membre    | 1974  |            |
| George R. Pearkes             | Victoria                 | Colombie-Britannique    | Compagnon | 1967  |            |
| Peter H. Pearse               | Vancouver                | Colombie-Britannique    | Membre    | 1988  |            |
| F. Griffith Pearson           | Mansfield                | Ontario                 | Membre    | 2002  |            |
| Geoffrey A.H. Pearson         | Ottawa                   | Ontario                 | Officier  | 2000  |            |
| H. J. Sanders Pearson         | Edmonton                 | Alberta                 | Membre    | 1993  |            |
| Hugh E. Pearson               | Edmonton                 | Alberta                 | Membre    | 1976  |            |
| Lester B. Pearson             | Ottawa                   | Ontario                 | Compagnon | 1968  |            |
| William Burton Pearson        | Ariss                    | Ontario                 | Membre    | 1996  |            |
| Neil E. Peart                 | Toronto                  | Ontario                 | Officier  | 1996  |            |
| Watson Peck                   | Bear River               | Nouvelle-Écosse         | Membre    | 1976  |            |
| K. George Pedersen            | Vancouver                | Colombie-Britannique    | Officier  | 1992  |            |
| Suzanne Pedicelli             | LaSalle                  | Québec                  | Membre    | 2005  |            |
| Leona D. Pedosuk              | Kelowna                  | Colombie-Britannique    | Membre    | 1981  |            |
| Vida H. Peene                 | Toronto                  | Ontario                 | Officier  | 1970  |            |
| Marilyn Ruth Peers            | Halifax                  | Nouvelle-Écosse         | Membre    | 1996  |            |
| Reynold Pehkonen              | Toronto                  | Ontario                 | Membre    | 1972  |            |
| Juergen E. Peill              | Canning                  | Nouvelle-Écosse         | Membre    | 1985  |            |
| Pierre Péladeau               | Ste-Marguerite Station   | Québec                  | Membre    | 1987  |            |
| John Pelech                   | Hamilton                 | Ontario                 | Membre    | 2006  |            |
| Alfred Pellan                 | Laval                    | Québec                  | Compagnon | 1967  |            |
| Jeannine Pelland              | Montréal                 | Québec                  | Membre    | 1990  |            |
| Benoît Pelletier              | Gatineau                 | Québec                  | Membre    | 2016  |            |
| Denise Pelletier              | Montréal                 | Québec                  | Officier  | 1969  |            |
| Gérard Pelletier              | Montréal                 | Québec                  | Compagnon | 1978  |            |
| Gilles Pelletier              | Outremont                | Québec                  | Officier  | 1988  |            |
| Jean Pelletier                | Québec                   | Québec                  | Officier  | 1985  |            |
| Michael Christian de Pencier  | Toronto                  | Ontario                 | Membre    | 1999  |            |
| Wilder G. Penfield            | Westmount                | Québec                  | Compagnon | 1967  |            |
| Donald Wills Penner           | Winnipeg                 | Manitoba                | Membre    | 1998  |            |
| Frederick R.C. Penner         | Winnipeg                 | Manitoba                | Membre    | 1991  |            |
| Roland Penner                 | Winnipeg                 | Manitoba                | Membre    | 2000  |            |
| Donald H. Penny               | Onanole                  | Manitoba                | Membre    | 2005  |            |
| Gordon William Gavin Penrose  | Scarborough              | Ontario                 | Membre    | 1996  |            |
| Barbara L. Pentland           | Vancouver                | Colombie-Britannique    | Membre    | 1989  |            |
| Jean-Luc Pepin                | Ottawa                   | Ontario                 | Compagnon | 1977  |            |
| Clermont Pépin                | Outremont                | Québec                  | Officier  | 1981  |            |
| N. Jane Pepino                | Toronto                  | Ontario                 | Membre    | 2000  |            |
| Evelyn Agnes Pepper           | Ottawa                   | Ontario                 | Membre    | 1996  |            |
| Karen Lynne Percy             | Edmonton                 | Alberta                 | Membre    | 1988  |            |
| William W. Perehudoff         | Saskatoon                | Saskatchewan            | Membre    | 1998  |            |
| Edith Della Pergola           | Westmount                | Québec                  | Membre    | 1993  |            |
| Lewis Perinbam                | Vancouver                | Colombie-Britannique    | Officier  | 1997  |            |
| Kenneth J. Perkins            | Hartington               | Ontario                 | Membre    | 1991  |            |
| Marilyn Perkins               | Calgary                  | Alberta                 | Membre    | 2002  |            |
| Albert B. Perlin              | Saint-Jean               | Terre-Neuve-et-Labrador | Officier  | 1974  |            |
| John Crosbie Perlin           | Saint-Jean               | Terre-Neuve-et-Labrador | Membre    | 1998  |            |
| Vera Perlin                   | Saint-Jean               | Terre-Neuve-et-Labrador | Officier  | 1968  |            |
| John R. Perraton              | Calgary                  | Alberta                 | Membre    | 2001  |            |
| Alice Perrault                | Happy Valley             | Terre-Neuve-et-Labrador | Membre    | 1984  |            |
| Arthur Perrault               | Montréal                 | Québec                  | Membre    | 1993  |            |
| Charles Perrault              | Westmount                | Québec                  | Membre    | 1987  |            |
| Lilianne Perrault             | La Sarre                 | Québec                  | Membre    | 1991  |            |
| Claire Perreault              | Victoriaville            | Québec                  | Membre    | 1985  |            |
| Gaston J. Perreault           | Québec                   | Québec                  | Membre    | 1985  |            |
| Germain Perreault             | Outremont                | Québec                  | Officier  | 1981  |            |
| Aline Perrier                 | Outremont                | Québec                  | Officier  | 1967  |            |
| Michel Perron                 | Montréal                 | Québec                  | Membre    | 1996  |            |
| Clayton O. Person             | Vancouver                | Colombie-Britannique    | Membre    | 1986  |            |
| John Raymond Peters           | West Vancouver           | Colombie-Britannique    | Membre    | 1984  |            |
| Lazar Peters                  | Montréal                 | Québec                  | Membre    | 1980  |            |
| M. Vera Peters                | Oakville                 | Ontario                 | Officier  | 1975  |            |
| Holger Martin Petersen        | Edmonton                 | Alberta                 | Membre    | 2003  |            |
| Leslie Raymond Peterson       | West Vancouver           | Colombie-Britannique    | Membre    | 2000  |            |
| Oscar E. Peterson             | Mississauga              | Ontario                 | Compagnon | 1972  |            |
| Roy E. Peterson               | West Vancouver           | Colombie-Britannique    | Officier  | 2003  |            |
| Claude Petit                  | Saskatoon                | Saskatchewan            | Membre    | 1997  |            |
| George S. Petty               | Montréal                 | Québec                  | Membre    | 1996  |            |
| Margot Phaneuf                | Saint-Jean-sur-Richelieu | Québec                  | Membre    | 2003  |            |
| Donat Pharand                 | Ottawa                   | Ontario                 | Officier  | 1994  |            |
| Helen D. Phelan               | Toronto                  | Ontario                 | Membre    | 1982  |            |
| Paul J. Phelan                | Toronto                  | Ontario                 | Membre    | 1989  |            |
| Michael Phelps                | Vancouver                | Colombie-Britannique    | Officier  | 2001  |            |
| David Phillips                | Aurora                   | Ontario                 | Membre    | 2001  |            |
| Robert A.J. Phillips          | Cantley                  | Québec                  | Membre    | 1987  |            |
| Robert H.D. Phillips          | Saskatoon                | Saskatchewan            | Membre    | 2001  |            |
| Robin Phillips                | Lakeside                 | Ontario                 | Officier  | 2005  |            |
| Roger Phillips                | Regina                   | Saskatchewan            | Officier  | 1999  |            |
| Roy A. Phillips               | Kingston                 | Ontario                 | Membre    | 1986  |            |
| Isaac C. Phills               | Dartmouth                | Nouvelle-Écosse         | Officier  | 1967  |            |
| Owen Bartley Philp            | Sidney                   | Colombie-Britannique    | Membre    | 1992  |            |
| Adiuto John Pianosi           | Copper Cliff             | Ontario                 | Membre    | 1985  |            |
| Jean-Henri Picard             | Montréal                 | Québec                  | Membre    | 1996  |            |
| Laurent A. Picard             | Montréal                 | Québec                  | Compagnon | 1976  |            |
| Marie Thérèse Béatrice Picard | Morin-Heights            | Québec                  | Membre    | 1988  |            |
| Monique Picard                | Montréal                 | Québec                  | Membre    | 1988  |            |
| Françoise Picard-Jobin        | Québec                   | Québec                  | Membre    | 1995  |            |
| François Pichard              | Saint-Ferréol-les-Neiges | Québec                  | Membre    | 1978  |            |
| Alphonse Piché                | Trois-Rivières           | Québec                  | Membre    | 1992  |            |
| Marcel Piché                  | Montréal                 | Québec                  | Officier  | 1969  |            |
| Edward A. Pickering           | Dundas                   | Ontario                 | Membre    | 1983  |            |
| J.W. Pickersgill              | Ottawa                   | Ontario                 | Compagnon | 1970  |            |
| Hugh Frank Digby Pickett      | Vancouver                | Colombie-Britannique    | Membre    | 1986  |            |
| Lloyd Montgomery Pidgeon      | Kingston                 | Ontario                 | Officier  | 1996  |            |
| Desmond W. Piers              | Chester                  | Nouvelle-Écosse         | Membre    | 1982  |            |
| Louis-Philippe Pigeon         | Ottawa                   | Ontario                 | Compagnon | 1980  |            |
| Jean E. Pigott                | Ottawa                   | Ontario                 | Officier  | 1995  |            |
| Jean-Guy Pilon                | Montréal                 | Québec                  | Officier  | 1987  |            |
| Robert Sheffield Pilot        | Pembroke                 | Ontario                 | Membre    | 1986  |            |
| Herbert Charles Pinder        | Saskatoon                | Saskatchewan            | Membre    | 1997  |            |
| Grace Davis Pine              | Saskatoon                | Saskatchewan            | Membre    | 1996  |            |
| Suzanne E. Pinel              | Gloucester               | Ontario                 | Membre    | 1991  |            |
| Edith B. Pinet                | Trudel                   | Nouveau-Brunswick       | Membre    | 1979  |            |
| Irving Charles Pink           | Yarmouth                 | Nouvelle-Écosse         | Officier  | 1998  |            |
| Alexander Clyde Pinkerton     | North Vancouver          | Colombie-Britannique    | Membre    | 1992  |            |
| Gordon Edward Pinsent         | Toronto                  | Ontario                 | Compagnon | 1979  |            |
| Roland A. Pinsonneault        | Regina                   | Saskatchewan            | Membre    | 2000  |            |
| Lorraine Pintal               | Montréal                 | Québec                  | Membre    | 2002  |            |
| Andrew L. Pipe                | Ottawa                   | Ontario                 | Membre    | 2002  |            |
| Martha C. Piper               | Vancouver                | Colombie-Britannique    | Officier  | 2003  |            |
| James Bruce Pitblado          | Toronto                  | Ontario                 | Membre    | 1998  |            |
| Walter George Pitman          | Toronto                  | Ontario                 | Officier  | 1992  |            |
| Monique Plamondon             | Québec                   | Québec                  | Membre    | 1983  |            |
| W. Gunther Plaut              | Toronto                  | Ontario                 | Compagnon | 1978  |            |
| Tania Plaw                    | Montréal                 | Québec                  | Membre    | 1981  |            |
| Ivan Barry Pless              | Westmount                | Québec                  | Membre    | 1992  |            |
| Gérard Plourde                | Montréal                 | Québec                  | Officier  | 1979  |            |
| Joseph-Aurèle Plourde         | Ottawa                   | Ontario                 | Officier  | 1989  |            |
| Beryl Plumptre                | Ottawa                   | Ontario                 | Officier  | 1994  |            |
| Stephen G. Podborski          | Whistler                 | Colombie-Britannique    | Officier  | 1982  |            |
| Maurice Podbrey               | Montréal                 | Québec                  | Membre    | 1991  |            |
| Walter Podiluk                | Saskatoon                | Saskatchewan            | Membre    | 1995  |            |
| Elizabeth Macdonald Podnieks  | Toronto                  | Ontario                 | Membre    | 1998  |            |
| Susan A. Point                | Vancouver                | Colombie-Britannique    | Officier  | 2005  |            |
| Anne Claire Poirier           | Outremont                | Québec                  | Officier  | 2003  |            |
| Bernard Poirier               | Moncton                  | Nouveau-Brunswick       | Membre    | 1980  |            |
| Gérard Poirier                | Montréal                 | Québec                  | Officier  | 1996  |            |
| Louis J. Poirier              | Montpellier              | Québec                  | Officier  | 1975  |            |
| Raymond Poirier               | Saint-Adolphe            | Manitoba                | Membre    | 2003  |            |
| Charles-Albert Poissant       | Montréal                 | Québec                  | Membre    | 1996  |            |
| Gilles Poissant               | St-Bruno                 | Québec                  | Membre    | 1979  |            |
| Jean-Claude Poitras           | Montréal                 | Québec                  | Membre    | 1994  |            |
| Jean-Marie Poitras            | Québec                   | Québec                  | Officier  | 1970  |            |
| Lawrence A. Poitras           | Montréal                 | Québec                  | Membre    | 2003  |            |
| John Charles Polanyi          | Toronto                  | Ontario                 | Compagnon | 1974  |            |
| Daniel Poliquin               | Ottawa                   | Ontario                 | Membre    | 2004  |            |
| Isidore C. Pollack            | Montréal                 | Québec                  | Membre    | 1976  |            |
| Carl A. Pollock               | Kitchener                | Ontario                 | Officier  | 1975  |            |
| Samuel P.S. Pollock           | Toronto                  | Ontario                 | Officier  | 1985  |            |
| Leonidas Polymenakos          | Toronto                  | Ontario                 | Membre    | 1982  |            |
| René Pomerleau                | Québec                   | Québec                  | Officier  | 1970  |            |
| Cyril Francis Poole           | Sackville                | Nouveau-Brunswick       | Membre    | 1991  |            |
| John Edward Poole             | Edmonton                 | Alberta                 | Officier  | 1996  |            |
| John W. Poole                 | Vancouver                | Colombie-Britannique    | Officier  | 2006  |            |
| Nancy Geddes Poole            | London                   | Ontario                 | Membre    | 2003  |            |
| H. Hall Popham                | Ottawa                   | Ontario                 | Membre    | 1980  |            |
| George Porteous               | Saskatoon                | Saskatchewan            | Membre    | 1974  |            |
| Timothy Porteous              | West Vancouver           | Colombie-Britannique    | Membre    | 2003  |            |
| Anna Porter                   | Toronto                  | Ontario                 | Officier  | 1991  |            |
| Barry Innis Posner            | Westmount                | Québec                  | Officier  | 1999  |            |
| Benedict Pothier              | Dalhousie                | Nouveau-Brunswick       | Membre    | 1997  |            |
| Beryl Potter                  | Scarborough              | Ontario                 | Membre    | 1996  |            |
| J. Lyman Potts                | Burlington               | Ontario                 | Membre    | 1978  |            |
| Gilles Potvin                 | Outremont                | Québec                  | Membre    | 1984  |            |
| Pierre Potvin                 | Sillery                  | Québec                  | Membre    | 1998  |            |
| Adrien Pouliot                | Québec                   | Québec                  | Compagnon | 1972  |            |
| Jean A. Pouliot               | Montréal                 | Québec                  | Officier  | 1990  |            |
| Michel Pouliot                | Sainte-Foy               | Québec                  | Membre    | 2002  |            |
| Martha Jane Poulson           | Toronto                  | Ontario                 | Membre    | 1987  |            |
| Richard W. Pound              | Montréal                 | Québec                  | Officier  | 1992  |            |
| Benjamin Windsor Powell       | Charlottetown            | Terre-Neuve-et-Labrador | Membre    | 1996  |            |
| D. Gregory Powell             | Calgary                  | Alberta                 | Officier  | 2006  |            |
| Marion G. Powell              | Caledon                  | Ontario                 | Membre    | 1990  |            |
| Annie Powers                  | Rockland                 | Ontario                 | Membre    | 1979  |            |
| Alfred Powis                  | Toronto                  | Ontario                 | Officier  | 1984  |            |
| Neville G. Poy                | Scarborough              | Ontario                 | Officier  | 1998  |            |
| Ronald Lou Poy                | Victoria                 | Colombie-Britannique    | Membre    | 2003  |            |
| Alice Poznanska-Parizeau      | Outremont                | Québec                  | Officier  | 1987  |            |
| Mark J. Poznansky             | London                   | Ontario                 | Membre    | 2004  |            |
| Eva Sophie Prager             | Westmount                | Québec                  | Officier  | 1999  |            |
| Gerald Pratley                | Barrie                   | Ontario                 | Officier  | 1984  |            |
| Cranford Pratt                | Toronto                  | Ontario                 | Officier  | 2004  |            |
| Edward Courtney Pratt         | Oakville                 | Ontario                 | Membre    | 1998  |            |
| J. Christopher Pratt          | St. Mary's Bay           | Terre-Neuve-et-Labrador | Compagnon | 1973  |            |
| Mary Frances Pratt            | Saint-Jean               | Terre-Neuve-et-Labrador | Compagnon | 1996  |            |
| William D. Pratt              | Cochrane                 | Alberta                 | Officier  | 1991  |            |
| France Gagnon Pratte          | Québec                   | Québec                  | Membre    | 1999  |            |
| John Gerald Prentice          | Vancouver                | Colombie-Britannique    | Officier  | 1976  |            |
| André Prévost                 | Montréal                 | Québec                  | Officier  | 1985  |            |
| Robert Prévost                | Montréal                 | Québec                  | Officier  | 1972  |            |
| Edward Anthony Price          | Québec                   | Québec                  | Membre    | 1998  |            |
| John H. Price                 | Westmount                | Québec                  | Officier  | 1968  |            |
| Raymond A. Price              | Kingston                 | Ontario                 | Officier  | 2003  |            |
| J. Robert S. Prichard         | Toronto                  | Ontario                 | Officier  | 1994  |            |
| John N. Primrose              | Edmonton                 | Alberta                 | Membre    | 1985  |            |
| Carol Dorothy Proctor         | Moncton                  | Nouveau-Brunswick       | Membre    | 2000  |            |
| Louis Pronovost               | Laval                    | Québec                  | Membre    | 1976  |            |
| Maurice Proulx                | La Pocatière             | Québec                  | Membre    | 1985  |            |
| Guy Provost                   | Outremont                | Québec                  | Officier  | 2002  |            |
| Walter Prystawski             | Ottawa                   | Ontario                 | Membre    | 1999  |            |
| Thomas C. Pullen              | Ottawa                   | Ontario                 | Officier  | 1984  |            |
| Uriash Puqiqnak               | Gjoa Haven               | Nunavut                 | Membre    | 2005  |            |
| Gillis Purcell                | Toronto                  | Ontario                 | Officier  | 1969  |            |
| Al Purdy                      | Sidney                   | Colombie-Britannique    | Officier  | 1982  |            |
| Henry Purdy                   | Charlottetown            | Île-du-Prince-Édouard   | Membre    | 2001  |            |